# É
É، é یا E اکسان اگو یکی از حروف الفبای لاتین است. این نویسه در زبان‌های چکی، مجاری، ایسلندی، لوکزامبورگی، اسلواکیایی، کاتالان، دانمارکی، انگلیسی، فرانسوی، کاشوبی، گالیسی، ایرلندی، ایتالیایی، اکسیتان، نروژی، اسپانیایی، پرتغالی، سوئدی، ویتنامی و ویلزی به صورت متغیری از e دیده می‌شود. 

## کاربردها
- É در زبان‌های انگلیسی و هلندی در وام‌واژه‌های بیگانه دیده می‌شود.
- É در پین‌یین صدای /ɛ/ با نواخت افزایشی را می‌رساند.
- É پنجمین حرف از الفباهای اسواکیایی و چکی می‌باشد و صدای /ɛː/ می‌دهد.
- در دانمارکی، سوئدی و نروژی نشان‌دهندهٔ واکهٔ e تنش‌دار در سیلاب پایانی است.
- در زبان فرانسوی این حرف نشان‌دهندهٔ آوای /e/ اِ به‌حالتِ توقف‌آور، مانند Vidéo ویدِئو و Élément اِلِمِان است.
- دهمین حرف از الفبای مجاری است و نشان‌دهندهٔ آوای  /eː/.
- هفتمین حرف الفبای ایسلندی است و نشان‌دهندهٔ آوای /jɛː/.
- É در ایرلندی به صورت /eː/ تلفظ می‌شود.
- در ایتالیایی صدای /e/ را می‌دهد و تنها در پایان واژگان می‌آید.
- هشتمین حرف الفبای کاشوبی است و صدای /ɛ/ می‌دهد.
- در پرتغالی نشان‌دهندهٔ /ɛ/ تنش‌دار است.
- در اسپانیایی é و e هر دو به صورت /e/ تلفظ می‌شوند و کاربرد é برای نشان‌دادن سیلاب تنش‌دار است.
- در گذشته این نویسه در گیلیک اسکاتلندی وجود داشته‌است، ولی امروزه è جایگزین آن شده‌است.

## منبع
Wikipedia contributors, "É," Wikipedia, The Free Encyclopedia, http://en.wikipedia.org/w/index.php?title=%C3%89&oldid=617620337 (accessed July 21, 2014). 